# Dasychira delicata
Dasychira delicata är en fjärilsart som beskrevs av Holland 1893. Dasychira delicata ingår i släktet Dasychira och familjen tofsspinnare. Inga underarter finns listade i Catalogue of Life.